# なつめきサマーEP
『なつめきサマーEP』（なつめきサマーイーピー）は、the peggiesの配信限定ミニアルバム。2018年7月5日にエピックレコードジャパンから発売。

## 概要
the peggies初となるダウンロードEPである。新曲である「サマラブ超特急」「かみさま」はいずれも2年前に制作されたもので、「サマラブ超特急」には激しく燃え上がっては終わる夏の恋に対する北澤の"ひねくれた想い"が、「かみさま」には"恋や愛は無敵"というメッセージが込められているという。「ボーイミーツガール」はインディース時代のアルバム「goodmorning in TOKYO」に収録されていた楽曲だが、北澤いわくこのときは収録ぎりぎりまで歌詞が完成せず、「もうヤダ」という気持ちが楽曲に乗ってしまったため、今回半音上げるなどしたうえで再録するに至った。4曲目はthe peggiesメンバーと中高の同級生であるラブリーサマーちゃんとのコラボ楽曲であり、メジャー1stシングル『ドリーミージャーニー』のカップリングとして収録された「ちゅるりらサマフィッシュ」を90年代渋谷系サウンド風にリミックスしたものとなっている。
配信ジャケットのイラストは小山健が手掛けている。

## 収録曲
全作詞･作曲:北澤ゆうほ
1. サマラブ超特急
2. かみさま
3. ボーイミーツガール
4. ちゅるりらサマフィッシュ～ラブリーサマーちゃんRemix～